# Boccioleto
Boccioleto (Buciolèit o Biciolèit in piemontese; z'Butschulei in walser) è un comune italiano di 172 abitanti della provincia di Vercelli in Piemonte.

## Geografia fisica
L'abitato di Boccioleto è posto nella parte bassa della Val Sermenza, all'imboccatura della Val Cavaione ed in prossimità dell'immissione dell'affluente Cavaione nel torrente Sermenza. Nel paesaggio circostante, ricco di boschi e dirupi montuosi, spicca la cosiddetta torre della Giavine, un gigantesco monolite di gneiss alto circa 90 metri.

## Storia
Il paese conserva abitazioni, con i caratteristici loggiati e le coperture in lastre di pietra (dette piode), che risalgono al XVI e XVII secolo, testimonianza storica delle nobili famiglie che lo abitarono; tra le altre quella di Giacomo Preti, detto "il Giacomaccio", che capeggiò i moti di rivolta contro il predominio dei notabili di Varallo. Nel 1835 al comune di Boccioleto fu aggregato l'ex-comune autonomo di Fervento.

### Simboli
Lo stemma e il gonfalone del comune di Boccioleto sono stati concessi con decreto del presidente della Repubblica del 1º marzo 1968.
Nello stemma civico è raffigurata la Torre della Giavine, una massiccia guglia di gneiss che sovrasta il paese e ne è diventata l'emblema.
In un vecchio stemma era disegnato un torrente che discende da uno sfondo di montagne, con riferimento alla probabile etimologia del nome Boccioleto che indicherebbe un luogo di sassi (boci), rovi (buloci), accompagnato dal motto fiat lux.
Il gonfalone è un drappo di azzurro.

## Monumenti e luoghi d'interesse
Il vasto territorio del comune di Boccioleto, con i sentieri che salgono verso le molteplici frazioni e gli alpeggi presenta un patrimonio straordinariamente ricco di chiese, oratori e cappelle che custodiscono un vasto patrimonio di affreschi.
- Chiesa parrocchiale di San Pietro e San Paolo[9], risalente al XIV secolo e successivamente rimaneggiata. Conserva un portale di ingresso settecentesco che dà sul sagrato e conserva all'interno, a navata unica con quattro cappelle laterali, un apparato decorativo ricco di affreschi, tele e sculture lignee.
- Oratorio dell'Annunziata, attualmente sconsacrato e trasformato in deposito di opere artistiche recuperate nel territorio. Dell'apparato decorativo dell'oratorio si conserva l'altare intagliato e dorato, opera del boccioletese Francesco Antonio d'Alberto, decorazioni a stucco della fine del Seicento e affreschi di Antonio Orgiazzi. Tra le opere d'arte di altra provenienza che vi sono custodite sono da ricordare un paio di cinquecenteschi altari portatili (uno, datato al 1572, è adornato da tre statue lignee policrome, forse di datazione anteriore, mentre il secondo, proveniente da un oratorio[10] posto nella frazione di Palancato, presenta una statua di san Quirico, santo fanciullo caro alla tradizione devozionale valsesiana), il gruppo composto da sette statue lignee raffiguranti il Compianto sul Cristo morto, opera[11], databile verso l'inizio del XVI secolo, recentemente (2004) restaurata, e seicentesche statue lignee che ornavano l'altare dell'oratorio di San Quirico nella frazione di Palancato.
- Oratorio di San Pantaleone, modesto edificio di forma quadrata, risalente al XV secolo, situato nella frazione Oro[12]. Vi si conserva un ciclo di affreschi realizzati nel 1476: sulla volta è dipinto, racchiuso in una mandorla di luce, un Cristo Benedicente, mentre sulle pareti è raffigurata una vasta galleria di santi. Sulla parete sud, sono presenti le scene del martirio e dei funerali della beata Panacea[13], figura particolarmente cara alla tradizione devozionale valsesiana.
- Oratorio di San Lorenzo all'alpe Seccio, inserito tra le case ed i pascoli dell'alpe Seccio[14], situato a 1388 metri s.l.m.. Le pareti interne sono interamente ricoperte da affreschi gotici, risalenti alla metà del XV secolo (Figure di santi, scene delle Vita di San Lorenzo poste sulle pareti dell'abside e un'Ultima Cena, malamente dimezzata da un ampliamento settecentesco). Su una delle pareti esterne si trovano affreschi alquanto deteriorati raffiguranti un San Cristoforo e una Ruota della Fortuna, allegoria profana delle mutevoli sorti della vita.
- Santuario della Madonna del Sasso[15], complesso religioso eretto, secondo la tradizione, nel luogo di un'apparizione della Beata Vergine avvenuta nel XIII secolo e meta di pellegrinaggi devozionali almeno dal XVI secolo. Il santuario subì una serie di ricostruzioni, anche in seguito a distruzioni avvenute per catastrofi naturali, l'ultima delle quali risale al 1921, dopo i danni subiti dall'edificio a causa di una valanga nel 1900. Del primitivo edificio rimane dipinta su una parete di roccia, nel luogo esatto in cui si tramanda essere avvenuta la miracolosa apparizione, l'immagine della Madonna col Bambino posta in un più ampio riquadro ove sono raffigurati due cherubini che reggono l'antica icona e angeli musicanti che fanno festa[16] della Madonna appare più antica, mentre le figure angeliche lasciano intravedere la lezione gaudenziana. Accanto al luogo in cui sorgeva il primitivo santuario è ancora visibile la cappella della Pietà dalla quale provengono le nove statue del Compianto ora ricoverate a Boccioleto nell'oratorio dell'Annunziata.
- Oratorio di San Martino, situato nella frazione di Piaggiogna di Boccioleto, nei pressi della strada della Val Sermenza e dedicato a San Martino[17]. Presenta sulla facciata affreschi seicenteschi con la scena dell'Elemosina di san Martino posta tra due riquadri con le figure di San Pietro e San Paolo (dubitativamente attribuiti a Cristoforo Martinolio detto "il Rocca"); nel registro superiore, realizzati in occasione di un rialzamento dell'edificio, sono presenti affreschi di Antonio Orgiazzi raffiguranti un Padre Eterno benedicente ed una Annunciazione. Degli affreschi che, alla fine del XV secolo dovevano ricoprire l'abside, rimangono solo dei frammenti, tra i quali un volto di San Martino, opera di un anonimo pittore che si firma "Franciscus" .

### Galleria d'immagini del patrimonio artistico

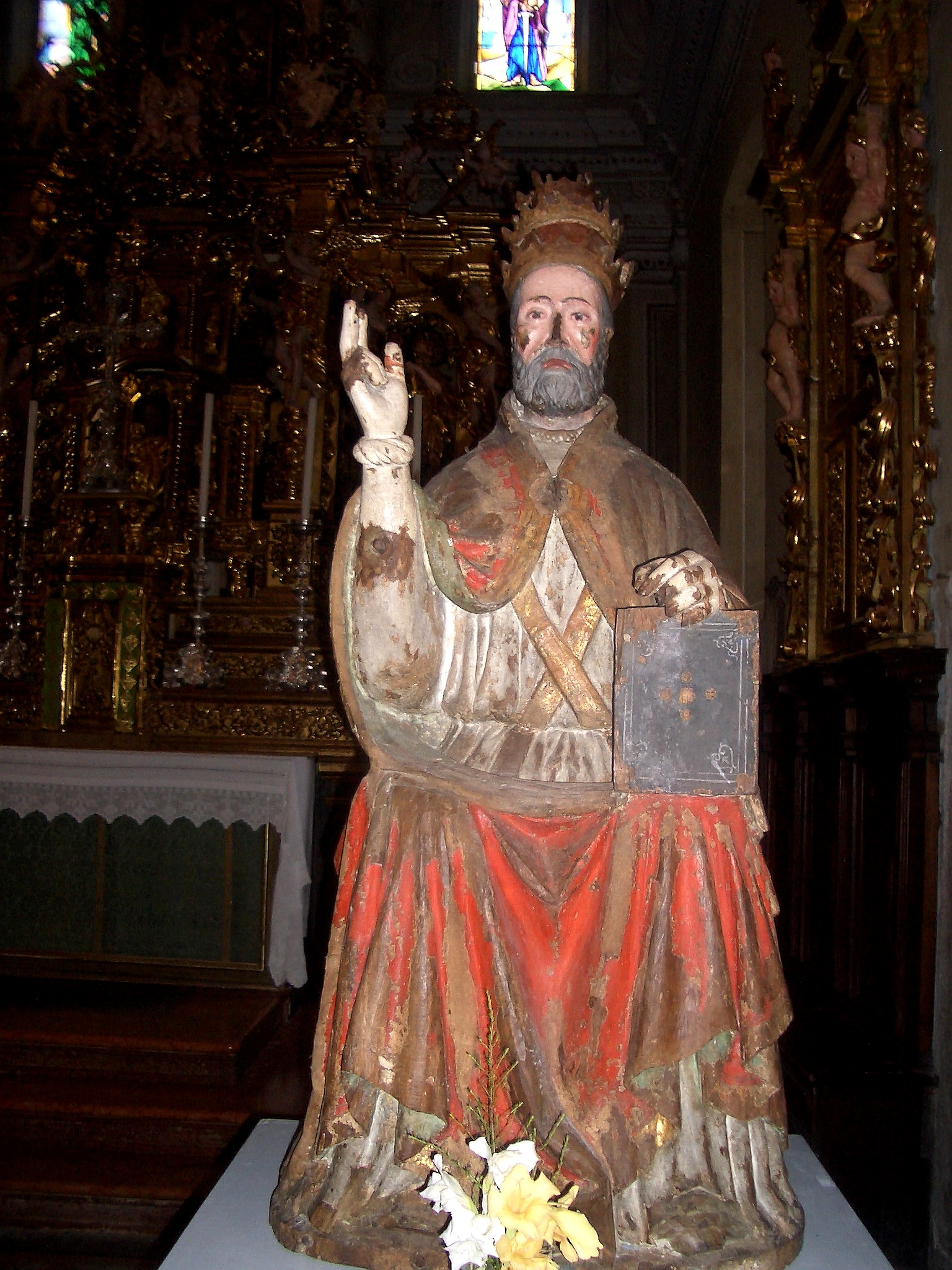
"Maestro di Boccioleto", San Pietro, statua in legno policromo, ca. 1485-90, nella chiesa parrocchiale di San Pietro e San Paolo.
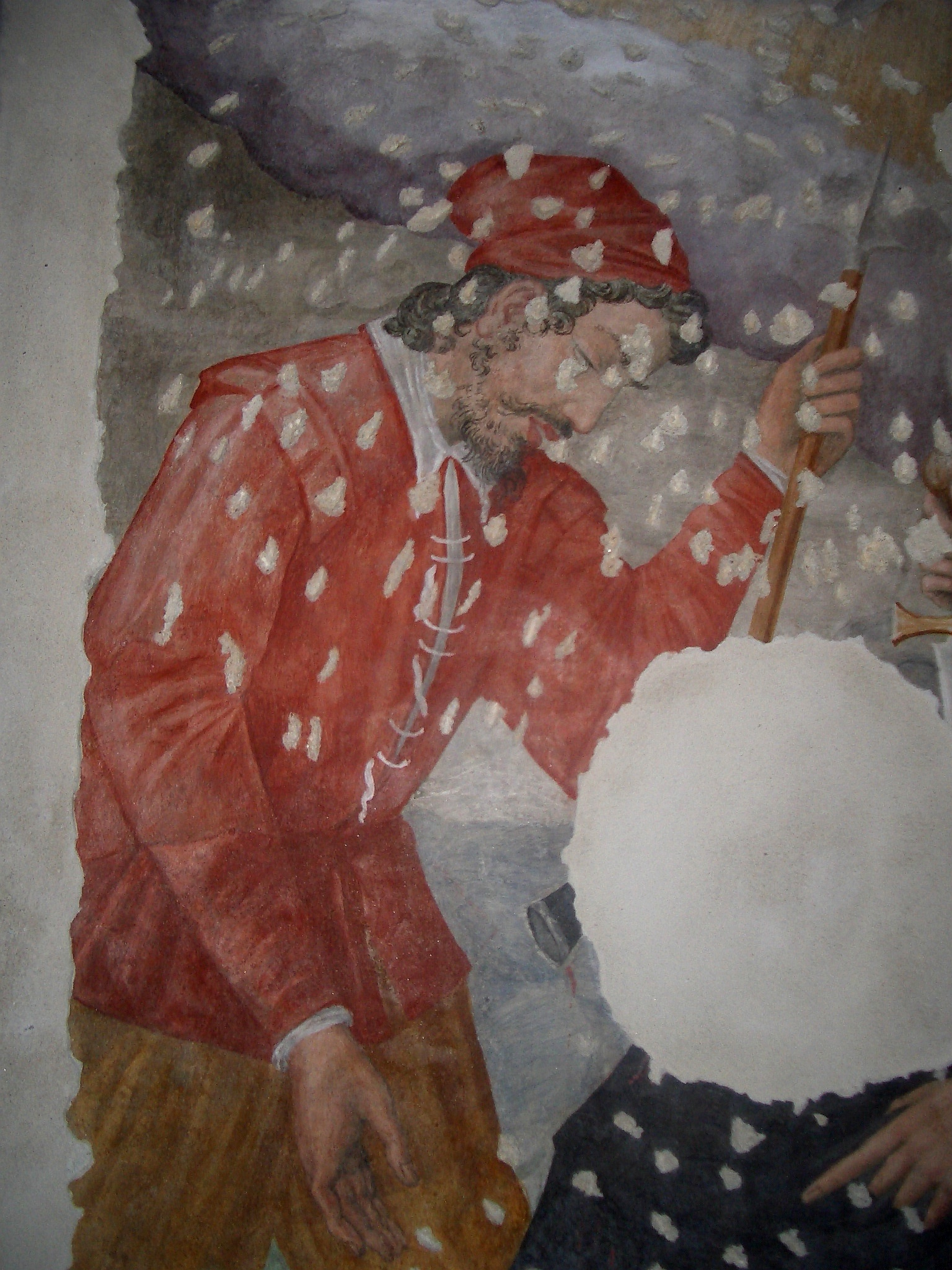
Ignoto artista del XVI secolo, Martirio di San Pietro Martire, frammento di affresco, nella chiesa parrocchiale di San Pietro e San Paolo
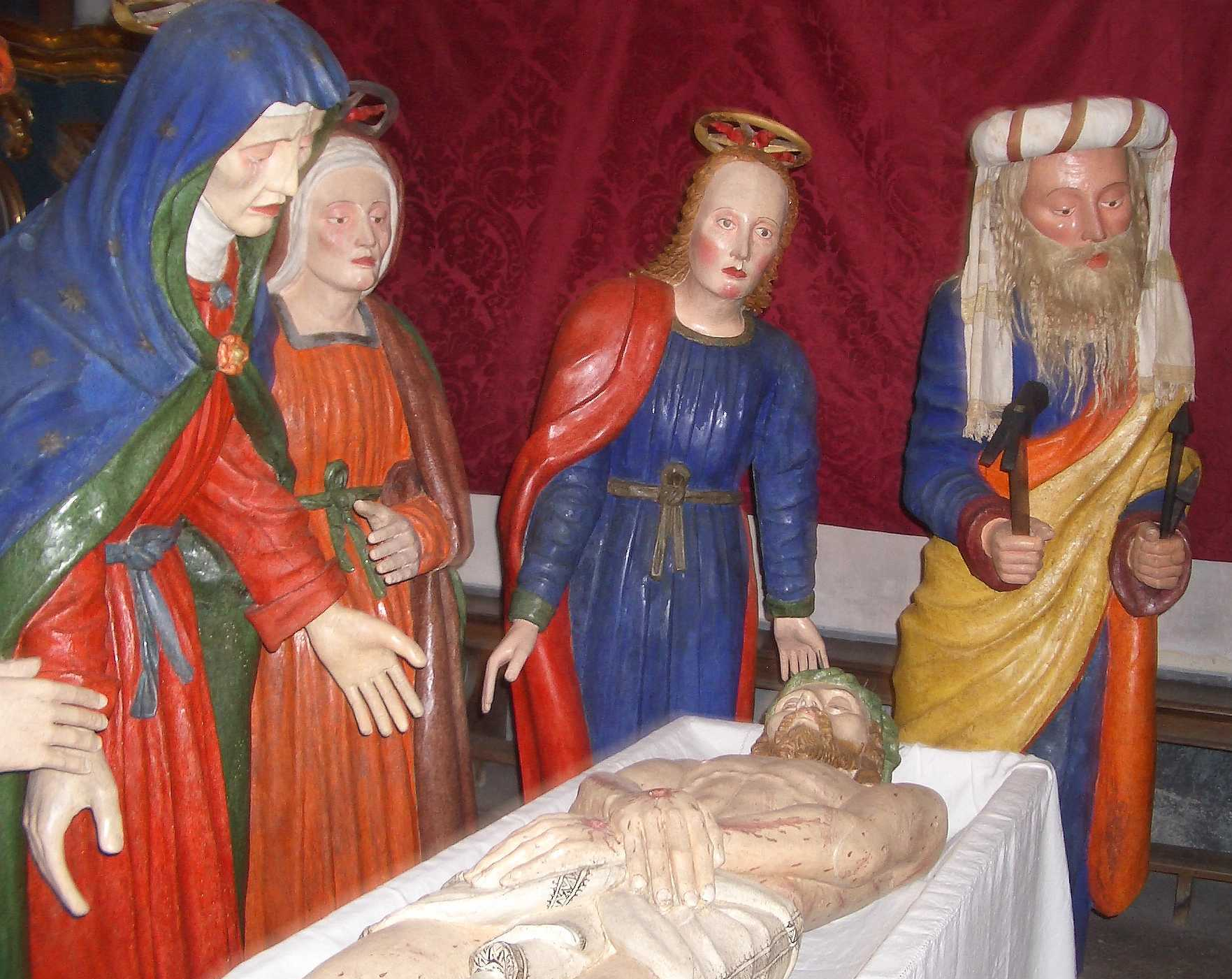
Anonima bottega valsesiana, Compianto, particolare, legno policromo, ca 1500- 1530, custodito nell'oratorio dell'Annunziata
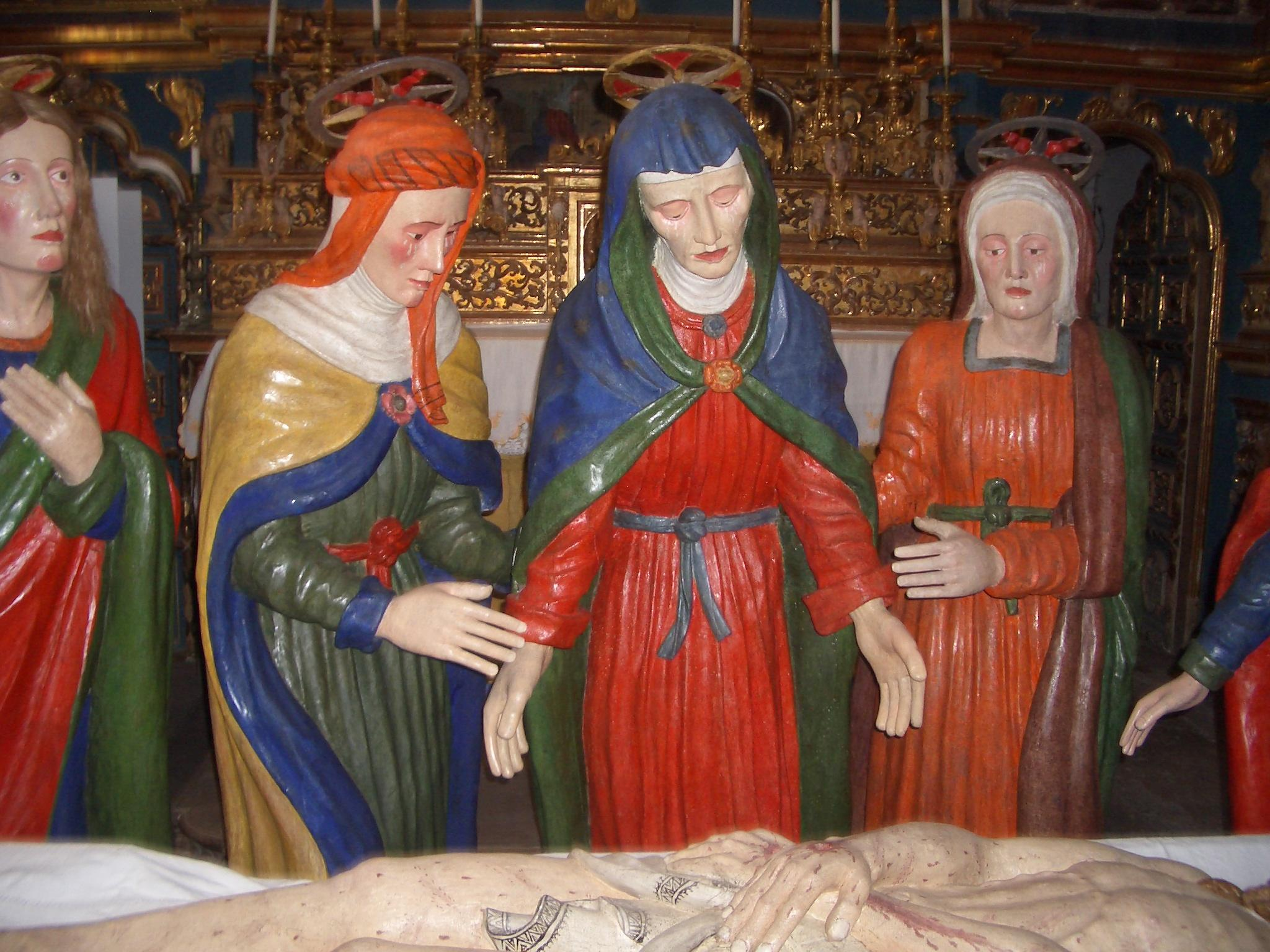
Altra immagine del Compianto di Boccioleto
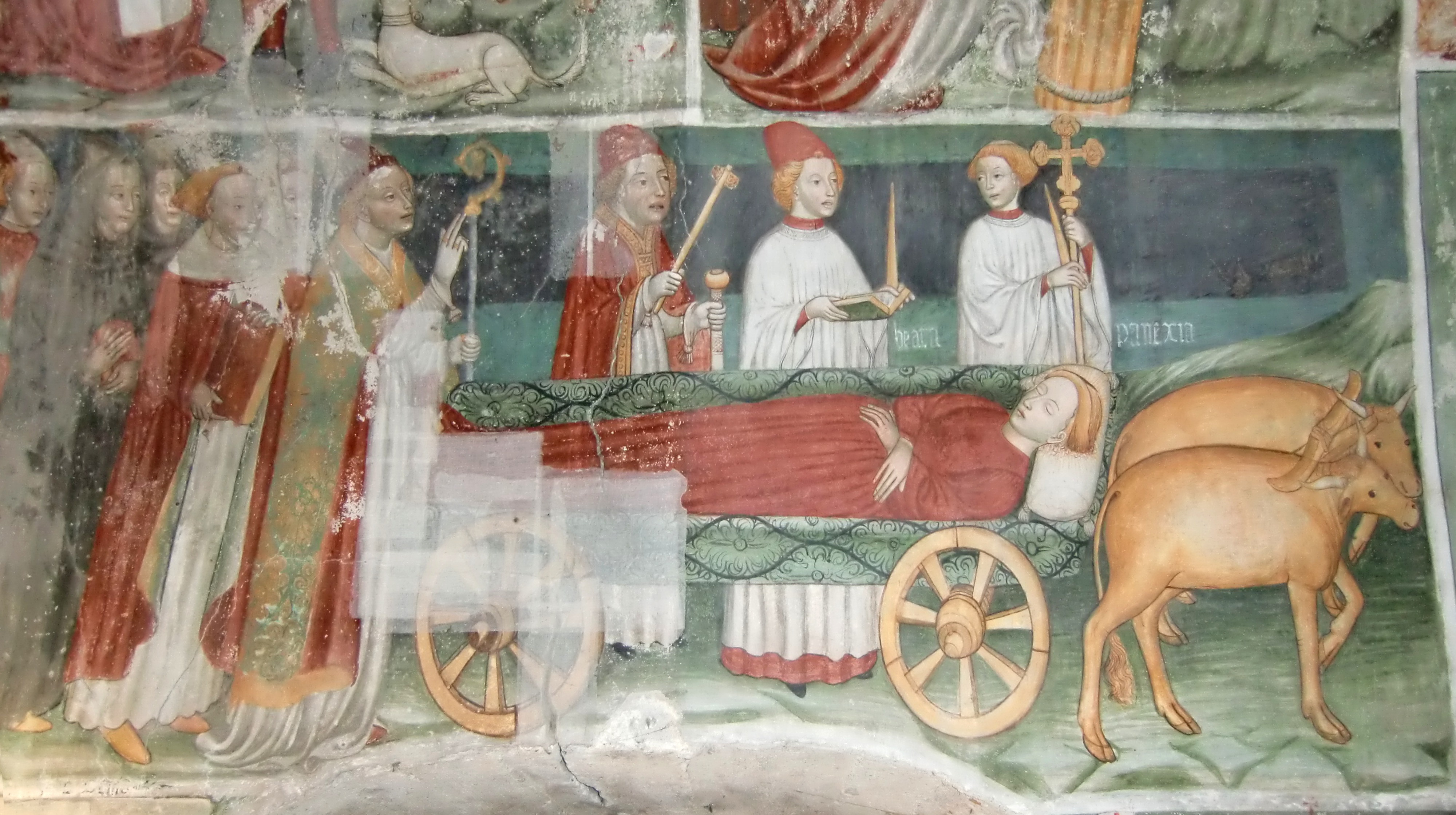
Johannes de Campo, Funerali della Beata Panacea, ultimi decenni del XV secolo, Oratorio di San Pantaleone, Oro, frazione di Boccioleto
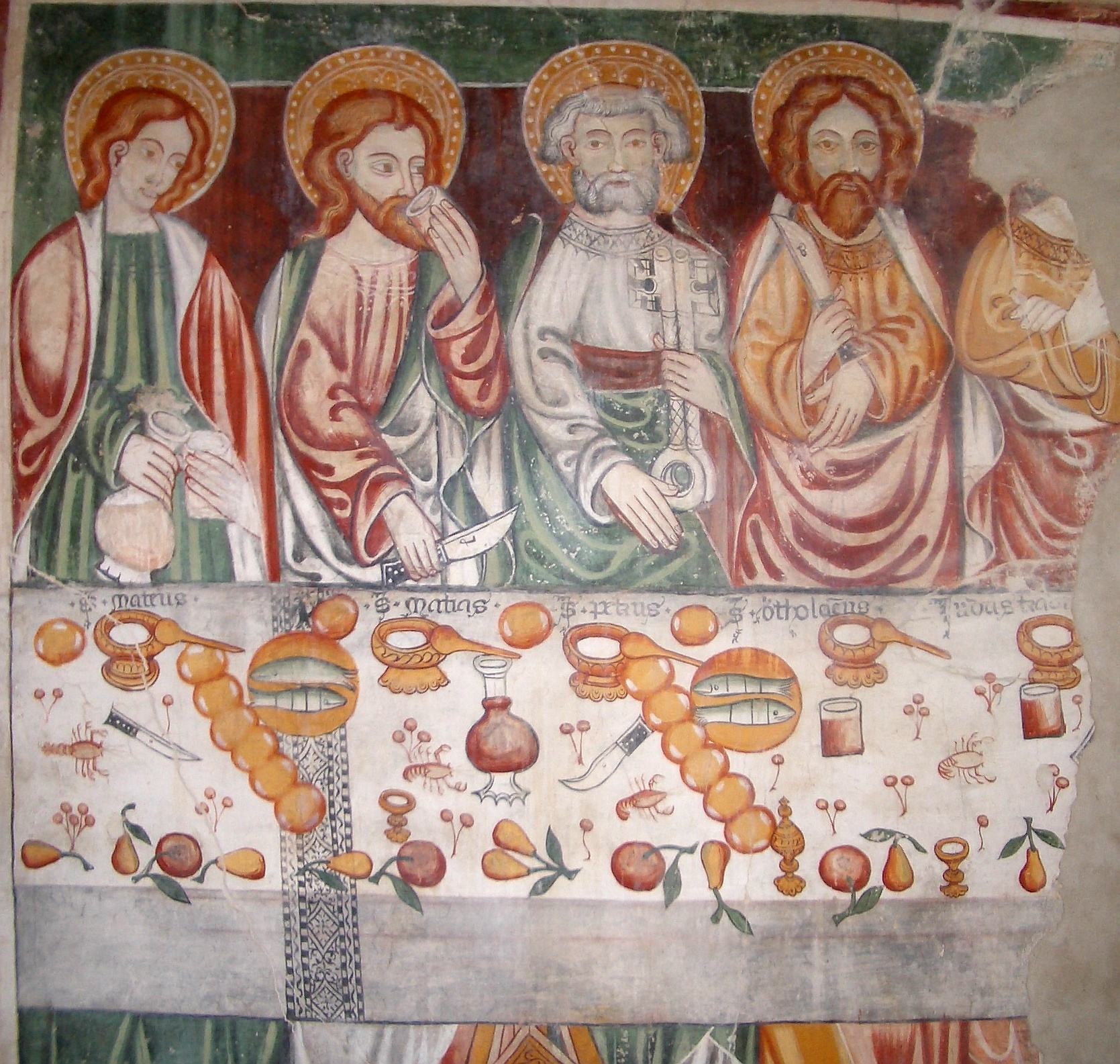
Ignoto pittore del XV secolo, Ultima Cena, frammento di affresco, secondo quarto del XV secolo, nell'oratorio di San Lorenzo all'alpe Seccio.
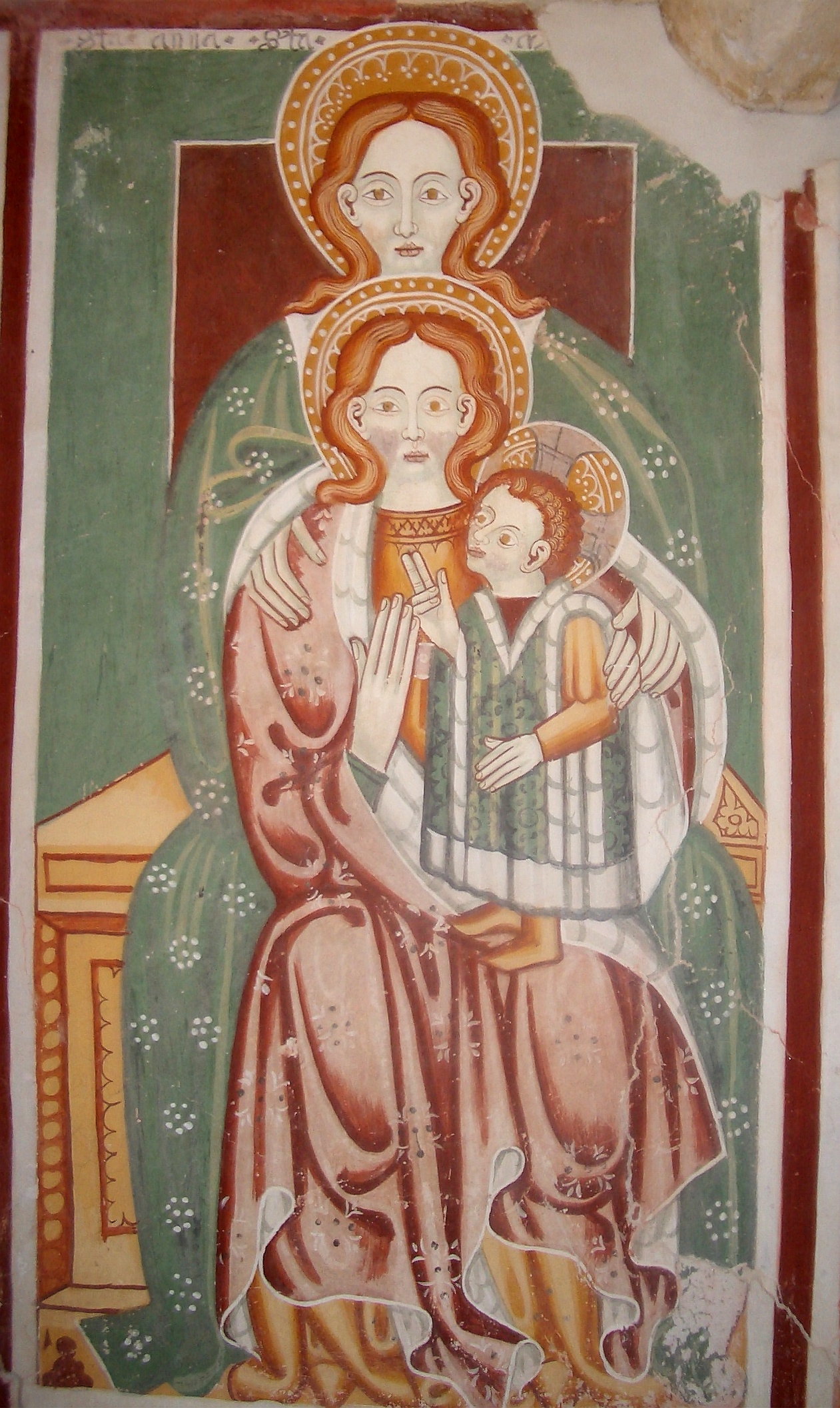
Ignoto pittore del XV secolo, Sant'Anna Metterza, secondo quarto del XV secolo, nell'oratorio di San Lorenzo all'alpe Seccio
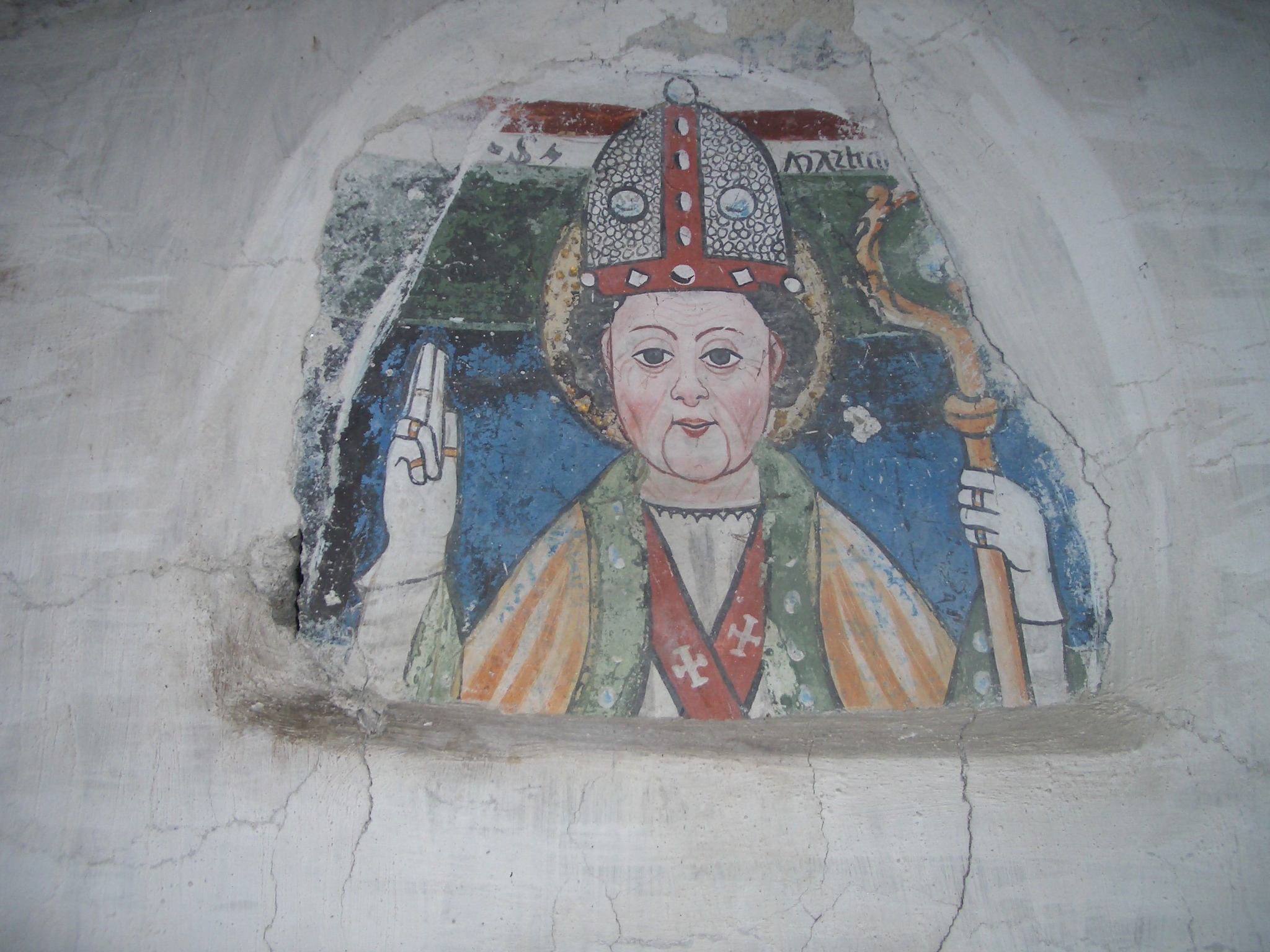
Autore ignoto che si firma "Franciscus", San Martino, frammento di affresco nell'oratorio di San Martino, presso la frazione di Piaggiogna.

## Società

### Evoluzione demografica
Abitanti censiti

## Geografia antropica

### Frazioni
Fervento, Oro, Ronchi, Piaggiogna, Casetti, Palancato, Oromezzano, Solivo, Genestreto, Moline

## Economia
Nel territorio comunale è presente un impianto per la produzione di energia idroelettrica.

## Amministrazione
Di seguito è presentata una tabella relativa alle amministrazioni che si sono succedute in questo comune.
| Periodo        | Periodo        | Primo cittadino    | Partito                                | Carica  | Note   |
| -------------- | -------------- | ------------------ | -------------------------------------- | ------- | ------ |
| 19 luglio 1988 | 7 giugno 1993  | Carlo Canna        | Democrazia Cristiana                   | Sindaco | [ 19 ] |
| 14 luglio 1993 | 28 aprile 1997 | Carlo Canna        | Democrazia Cristiana                   | Sindaco | [ 19 ] |
| 28 aprile 1997 | 14 maggio 2001 | Carlo Canna        | centro                                 | Sindaco | [ 19 ] |
| 14 maggio 2001 | 30 maggio 2006 | Pierangelo Carrara | lista civica                           | Sindaco | [ 19 ] |
| 30 maggio 2006 | 16 maggio 2011 | Pierangelo Carrara | lista civica                           | Sindaco | [ 19 ] |
| 16 maggio 2011 | 5 giugno 2016  | Davide Sabbioneda  | lista civica                           | Sindaco | [ 19 ] |
| 5 giugno 2016  | 4 ottobre 2021 | Walter Fiorone     | lista civica Il ponte... uniti si può! | Sindaco | [ 19 ] |
| 4 ottobre 2021 | in carica      | Walter Fiorone     | lista civica Il ponte... uniti si può! | Sindaco | [ 19 ] |

## Bibliografia

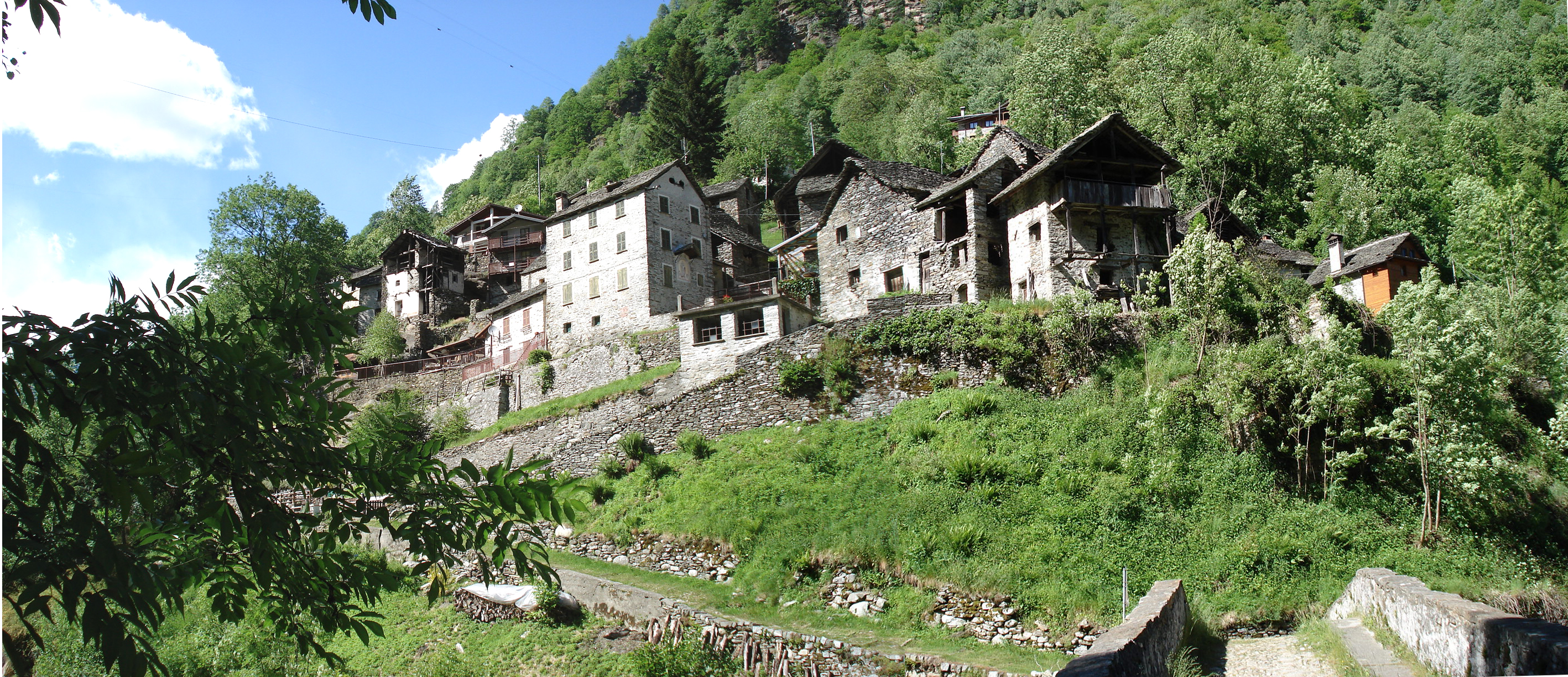
Piaggiogna

### Gemellaggi
- Baia de Fier, dal 2007